# Julián Álvarez (político nacido en 1981)
Alejandro Julián Álvarez (Remedios de Escalada, 5 de agosto de 1981) es un abogado y político argentino. Se desempeñó como secretario de Justicia de la Nación durante la presidencia de Cristina Fernández de Kirchner y concejal del partido de Lanús. Desde 2023 es el intendente del partido de Lanús por la coalición Unión por la Patria.

## Carrera política
El 17 de diciembre de 2010, con fue designado secretario de Justicia de la Nación. Integrante de la mesa nacional de la agrupación La Cámpora, es miembro del Consejo de la Magistratura desde febrero de 2014.
Docente por concurso en la cátedra de Filosofía del Derecho a cargo de Ricardo Guibourg en la UBA. Pasó, además, por la cátedra del juez Hugo Zuleta y del abogado José Chirico y fue ayudante alumno del juez de primera instancia en lo Civil Fernando Spano.
Fundador de la carrera de Abogacía en la Universidad Nacional de Avellaneda (UNDAV), además de titular de la cátedra de la materia Teoría General del Derecho, en esta misma casa de estudios, ubicada en el conurbano sur.
Doctorado en Filosofía del Derecho por la Universidad Pompeu Fabra de Barcelona, gracias a su tesis “El concepto de sistema jurídico”, que obtuvo la máxima calificación y la mención cum laude, a través de un escrutinio realizado por la presidencia de la Comisión Académica del Programa de Doctorado en Derecho. Su director de tesis fue José Juan Moreso.
Mientras cursaba la carrera de Derecho en la UBA comenzó a militar en la agrupación NBI y años más tarde fue, junto con el presidente de Aerolíneas Argentinas, Mariano Recalde, uno de los fundadores de la agrupación Abogados por la Justicia Social (AJUS).
En 2015 fue candidato a intendente de Lanús por el Frente para la Victoria, en el cual resultó segundo contra el candidato de Cambiemos, Néstor Grindetti, ese mismo año se denunció la existencia de patotas y grupos de choque de Grindetti que actuaban en los barrios de emergencia de Lanús con el objetivo de amedrentar a sus competidores.
En 2020 fundó el Instituto de Estudio y Administración Local (IDEAL Lanús), entidad que preside desde aquel año hasta la actualidad, y que tiene como objetivo el análisis y relevamiento de las problemáticas de la ciudad para pensar políticas públicas concretas, integrales y transversales para la solución. 
En 2021 fue electo concejal de Lanús por el Frente de Todos.
Para las elecciones municipales de 2023, en las PASO ganó la interna de la coalición Unión por la Patria como precandidato a intendente de Lanús por el Partido Justicialista compitiendo con Nicolás Russo del Frente Renovador, Víctor De Gennaro de Unidad Popular y Agustín Balladares del Movimiento Evita.
En las elecciones generales del 22 de octubre, resultó electo con el 44,65 % de los votos superando a Diego Kravetz de Juntos por el Cambio, el peronismo recuperó la intendencia después de ocho años de gobierno macrista.El 8 de diciembre asumió su cargo al frente del  municipio.